# تشيتشو مينيسيس
تشيتشو مينيسيس (بالإسبانية: Jesus Sánchez López)‏ (22 يناير 1996 بلا يينا دي لا كونسيبسيون في إسبانيا - ) هو لاعب كرة قدم إسباني في مركز الدفاع. لعب مع ريكرياتيفو وAtlético Onubense ‏.

## روابط خارجية
- تشيتشو مينيسيس على موقع Soccerway.com (الإنجليزية)